# Немцев, Иосиф Васильевич
Иосиф Васильевич Немцев (1885 — 14 июня 1939) — советский музыкант, дирижёр, музыкальный педагог. Заслуженный артист РСФСР (1934). Преподаватель Ленинградской консерватории (1925—1939).  

## Биография
Иосиф Васильевич Немцев родился в 1885 году в селе Грачёвка Бузулукского уезда Самарской губернии, ныне Петровского района Саратовской области в крестьянской семье.
В 1900 году Иосиф начал занятия хоровым искусством на учительских курсах в Камышине у преподавателя из Москвы А. В. Никольского. Через два года Немцев поехал в Москву и поступил вольнослушателем в Синодальное училище. Изучал сольфеджио у А. Кастальского и Н. Данилина, гармонию у В. Калинникова, церковное пение у П. Чеснокова и чтение хоровых партитур у В. Орлова. В 1904 году покидает Москву и отправляется в Петербург, где и завершает своё музыкальное образование. В Петербурге в Придворной певческой капелле он прошёл полный курс регентского класса.

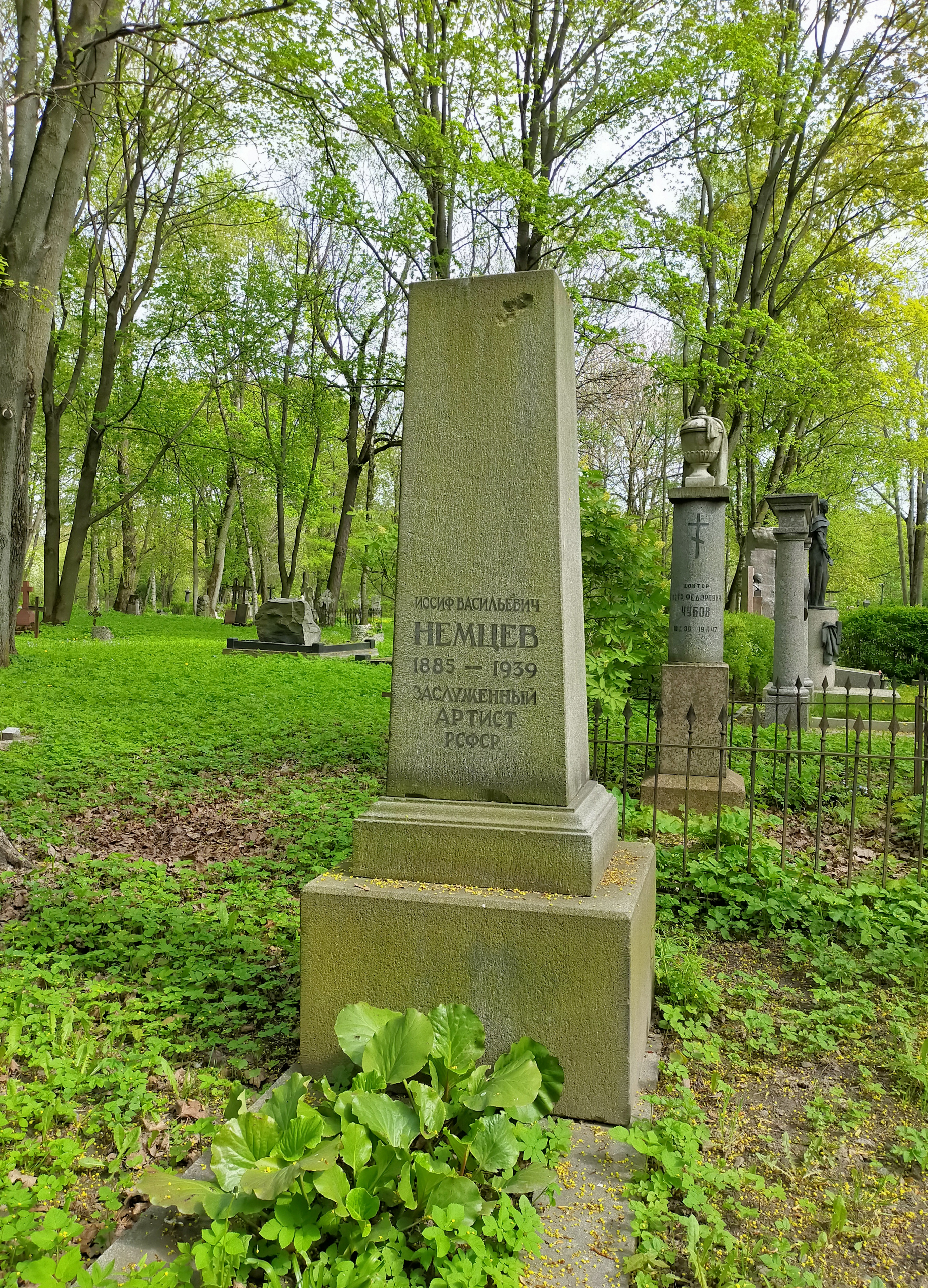
Могила И. В. Немцева на Литераторских мостках

Первые годы Революции ознаменовались активным хоровым пением. В 1919 году для руководства этим процессом была создана хоровая секция, которая непосредственно подчинялась музыкальному отделу Наркомпроса. Возглавил её Иосиф Немцев. В этом же году музыкант организовал объединённый рабочий хор Петрограда. Этот коллектив в дальнейшем работал в составе 1200-1800 человек исполнителей. К 1927 году актив хора насчитывал 4000 человек. Концерты с участием хора управляли А. Глазунов, А. Коутс, Ф. Штидри; звучали произведения Моцарта, Глюка, Шостаковича, Бетховена.
Немцев как организатор музыкальной самодеятельности проявил себя находясь с 1920 по 1926 годы на посту заведующего музыкальным отделом Губполитпросвета. А с 1926 по 1939 годы руководил культмассовым отделом Облпрофсовета. С 1927 по 1936 годы под руководством Немцева были проведены десять Олимпиад самостоятельных искусств.
С Государственным академическим хором в качестве хормейстера Немцев работал с 1919 по 1935 годы. Кроме того, трудился организатором и хормейстером в Театре юного зрителя, а также с хором Дома культуры ВЦСПС имени Горького.
В Институте внешкольного образования, с 1918 по 1921 годы работал музыкальным преподавателем. С 1925 по 1939 годы преподавал в Ленинградской консерватории (доцент) и в Центральном музыкальном техникуме.
В 1932 году главному дирижёру Иосифу Немцеву было присвоено почётное звание заслуженного артиста РСФСР.
Умер 14 июня 1939 года в Ленинграде. Похоронен на Литераторских мостках.

## Награды
- Заслуженный артист РСФСР.

## Ссылка
- Немцев Иосиф Васильевич Архивная копия от 24 апреля 2021 на Wayback Machine